# Sika
Sika AG, «Зика» — швейцарская химическая компания; штаб-квартира находится в городе Бар (Швейцария). Занимается разработкой, производством и продажами химической продукции для гидроизоляции, склейки, амортизации, укрепления и защиты конструкций. В списке крупнейших публичных компаний мира Forbes Global 2000 за 2022 год Sika заняла 857-е место.
Sika была основана в 1910 году Каспаром Винклером (Kaspar Winkler). На 2018 год в компании работало более 19 тысяч сотрудников, дочерние компании имелись в 98 странах.
Кроме марки Sika, компания выпускает продукцию под более, чем 60 брендами, в том числе Sikaflex, SikaTack, Sika ViscoCrete, SikaBond, Sikafloor, Sika CarboDur Sikagard, Sika MaxTack, Sikaplan, Sikament, Sikadur, SikaLastic, SikaRoof MTC, Sika Unitherm и Sika Sarnafil. Sika AG является юридическим лицом для холдинговой компании, в которую входят дочерние компании по всему миру, а также Sika Technology AG (исследования и разработки) и Sika Services AG (корпоративные функции).

## История

### 1910—1950
- 1910 — Каспар Винклер основал компанию Sika. Первыми изобретениями Винклера были средства для защиты и очистки гранита (Conservado, Purigo) и гидроизоляционный агент для строительных растворов. Этот гидроизоляционный материал под названием Sika-1 до сих пор продаётся.
- 1912 — на юге Германии было основано дочернее предприятие с собственными производственными мощностями. Потенциал и связи руководства были недостаточны для решительного расширения. После найма директора по иностранным операциям, который обеспечивал деятельность Sika, были созданы дочерние компании в Англии, Италии и Франции.
- 1918 — Швейцарские федеральные железные дороги провели успешные испытания с использованием продукции Sika для гидроизоляции тоннелей в Готардской секции. Это было нужно, чтобы также можно было использовать электропоезда. В последующие годы Швейцарские федеральные железные дороги сделали гидроизоляцию 67 тоннелей с помощью продукции Sika, что стало прорывом для Sika, поскольку это было первым большим проектом Sika.
- 1935 — присутствие во всем мире: перед Второй мировой войной Фриц Шенкер, зять Винклера, осуществил экспансию в Европу, Северную и Южную Америку и в Азию.

### 1950—2000
- 1971 — смена поколений: Ромуальд Буркард взял на себя руководство группой компаний, которая к 1968 году стала единой целостной корпоративной структурой с Sika Finanz AG. Впоследствии Sika была зарегистрирована на Швейцарской фондовой бирже.
- 1990 — низкая рентабельность: 1990-е годы стали непростым временем для Sika AG. Пережить трудное время помог отказ от низкорентабельной, непрофильной деятельности, такой как производство роботов, используемых для восстановления канализационных линий. Sika также отказалась от производства дорожно-строительной продукции. Обсуждалась продажа бизнеса по производству уплотнительных мембран компании Sarnafil.
- 2000 — Sika сосредоточилась на основных направлениях: герметизация, склеивание, демпфирование, укрепление и защита.

### 2000 — настоящее время
- 2012 — новый председатель совета директоров и исполнительный директор: Пол Хельг (Paul Hälg), исполнительный директор Dätwyler Gruppe, избран председателем Совета директоров Sika AG. Ян Йениш (Jan Jenisch) вступает в должность исполнительного директора после выхода Эрнста Берцки (Ernst Bärtschi) на пенсию 1 января 2012 года.
- 2013 — целевые рынки и регионы: Sika определяет свои целевые рынки как бетон, гидроизоляция, кровля, напольные покрытия, герметизация и склеивание, реновация и промышленность. Географические регионы сокращены с шести до четырёх: EMEA (Европа, Ближний Восток, Африка), Северная Америка, Латинская Америка и Азиатско-Тихоокеанский регион.
- июнь 2013 — Sika приобрела Everbuild, ведущего британского производителя герметиков и клеев[6].
- июль 2013 — Sika приобрела JMTexsa, S.A. de C.V. of Mexico и Texsa India Ltd. Эти компании являются производителями гидроизоляционных мембран и дополнят ассортимент кровельных материалов Sika[7].
- 2014 — шесть новых дочерних компаний были открыты в Шри-Ланке, Боснии и Герцеговине, Албании, Мозамбике, Кот-д’Ивуаре и Нигерии, а также открыты восемь новых заводов по всему миру. Sika создает исследовательскую группу по управлению на развивающихся рынках совместно с Фрибурским университетом (Швейцария).
- 2015 — приобретение мозамбикской компании Douro-Moza, BMI Products of Northern California Inc., Axson technologies, Construction Technologies Australia Pty Ltd (CTA) и Addiment Italia. Создание национальных филиалов в Эфиопии и Танзании.
- 2017 — Sika приобрела Butterfield Color, производителя декоративных бетонных напольных покрытий и систем[8]. Исполнительным директором назначен Пол Шулер[9]. 15 мая 2017 года компания включена в индекс[10] Швейцарской фондовой биржи Swiss Blue Chip с обозначением SIK и ISIN CH0000587979.
- 2018 — Sika приобрела Arcon Membrane Srl, Румыния; бизнес по производству бетонных волокон Propex Holding, LLC, США; Polypag AG, Швейцария и Index Construction Systems and Products, Италия. Запущено производство полимерных мембран в России[11].
- 2019 — Sika приобрела BelINECO, одного из ведущих производителей монтажных пен в ЕАЭС (единственного в Беларуси).
- 2022 — Sika прекратила сотрудничество и поставки герметиков Sikaflex в Россию и Беларусь.

## Значение названия и логотипа
Хотя компания была создана в 1910 году под именем основателя как Kaspar Winkler & Co, уже через несколько лет она была известна как Sika. Однако происхождение этого названия не вполне ясно. Существует три основные гипотезы, объясняющие появление названия:
- На языке эсперанто Sika означает «сухой». Первой знаковой продукцией компании были гидроизоляционные материалы.
- Минеральные гидроизоляционные материалы в основном состоят из силиката и кальция (Silikat и kalzium). Первые слоги этих слов образуют название компании.
- Жену Каспара Винклера, основателя Sika, звали Сильвия. Возможно, что название компании — просто объединение первых слогов имён «Сильвия» и «Каспар».

Логотип был разработан лишь в начале 1960-х годов Ромуальдом Буркардом (Romuald Burkard, 1925—2004), который женился на внучке Каспара Винклера и был директором компании. Именно он заложил основы корпоративного дизайна.

## Деятельность
Продукция компании делится на две категории:
- Материалы для строительства и ремонта — строительные смеси, добавки к бетону, гидроизоляция, герметики, покрытия для пола, клейкие ленты, монтажная пена, клеющие материалы[12]; 82 % выручки.
- Материалы для промышленности — материалы, применяемые в автомобильной, судостроительной и других отраслях промышленности; 18 % выручки.

Подразделения компании сформированы по географическому принципу:
- Европа, Ближний Восток и Африка — 44 % выручки, 11,2 тыс. сотрудников;
  - Германия — 8,4 %
  - Франция — 7,1 %
  - Швейцария — 4,1 %
- Америка — 26 % выручки, 6 тыс. сотрудников;
  - США — 18 %
- Азиатско-Тихоокеанский регион — 22 % выручки, 7 тыс. сотрудников;
  - Китай — 12 %
- Глобальный бизнес — 7 % выручки.